# Heinz-Günther Nesselrath

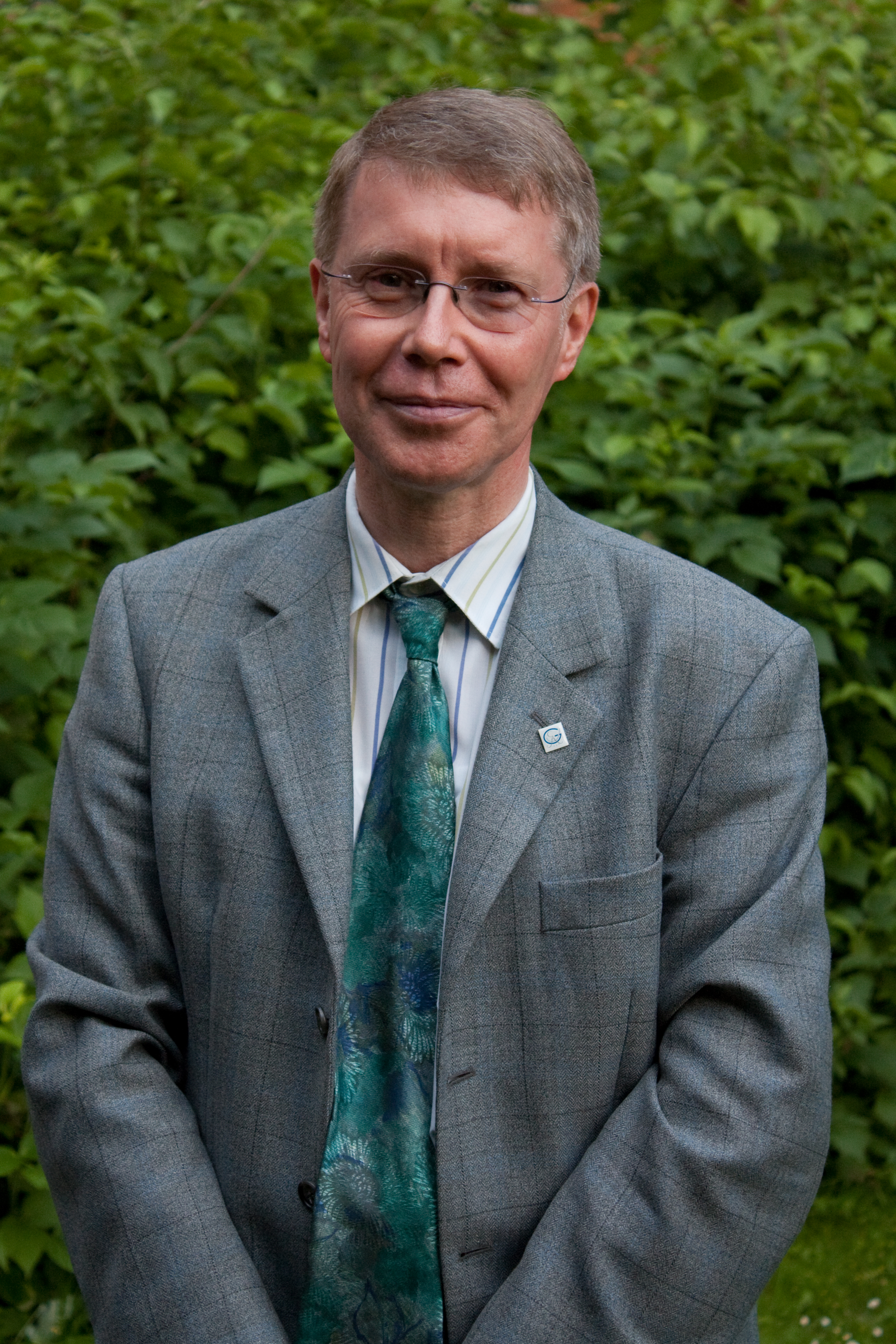
Heinz-Günther Nesselrath

Heinz-Günther Nesselrath (* 9. November 1957 in Titz-Rödingen bei Jülich) ist ein deutscher Klassischer Philologe.

## Leben
Heinz-Günther Nesselrath studierte von 1976 bis 1981 Klassische Philologie und Alte Geschichte an der Universität zu Köln (unter anderem bei Rudolf Kassel). Im Februar 1981 wurde er dort mit der Dissertation „Lukians Parasitendialog. Untersuchungen und Kommentar“ promoviert. Von 1981 bis 1989 war er Wissenschaftlicher Mitarbeiter am Institut für Altertumskunde der Universität zu Köln. Am 11. November 1987 habilitierte er sich mit der Schrift „Die attische Mittlere Komödie. Ihre Stellung in der antiken Literaturkritik und Literaturgeschichte“. Nach der Habilitation war er bis 1992 Heisenberg-Stipendiat der Deutschen Forschungsgemeinschaft.
Bis zu seiner Berufung zum Professor übernahm Nesselrath Lehrstuhlvertretungen an den Universitäten Göttingen (Sommersemester 1988), Gießen (Wintersemester 1989/90), Münster (Sommersemester 1990) und Bonn (Wintersemester 1990/91). 1991 erhielt er den Akademiepreis der Nordrhein-Westfälischen Akademie der Wissenschaften. Zum Wintersemester 1992 folgte Nesselrath einem Ruf auf eine außerordentliche Professur für Klassische Philologie mit besonderer Berücksichtigung des Griechischen an der Universität Bern, 1997 wurde er dort zum ordentlichen Professor ernannt. Zum Sommersemester 2001 nahm er einem Ruf an die Universität Göttingen auf einen Lehrstuhl für Klassische Philologie (Gräzistik) als Nachfolger von Klaus Nickau an. Im Sommersemester 2004 war er Visiting Fellow am All Souls College in Oxford.
Seit 2002 ist Nesselrath ordentliches Mitglied der Akademie der Wissenschaften zu Göttingen. Seit 2015 ist er Mitherausgeber des renommierten Reallexikons für Antike und Christentum.
Er ist mit der Schweizer Klassischen Archäologin Balbina Bäbler verheiratet.

## Forschungsschwerpunkte
Ein Schwerpunkt seiner Forschungen sind Platons Atlantis-Dialoge Timaios und Kritias. Nesselrath hält Atlantis – wie schon vor ihm Pierre Vidal-Naquet, aber auch die „schweigende Mehrheit“ der Altertumsforscher aller Jahrhunderte – für eine als Parabel zu verstehende Erfindung Platons und bezeichnet sie als „antike Science Fiction“, da sie eine auf Wissenschaft basierende fiktionale Geschichte sei.
Außerdem ist er einer der führenden deutschsprachigen Lukian-Experten und veröffentlichte in diesem Zusammenhang eine Monographie über den Parasiten-Dialog Lukians (hervorgegangen aus seiner Dissertation, s. o.); vergleiche auch seine Beiträge zu Lukian: „Lügenfreunde“ in der Ausgabe der Reihe SAPERE (Scripta Antiquitatis Posterioris ad Ethicam Religionemque pertinentia), die bis Band 9 von der Wissenschaftlichen Buchgesellschaft publiziert wurde, seit Band 10 von Mohr Siebeck.
Gelobt wurde seine 2017 erschienene „texttreue, gleichwohl gut lesbare Übertragung“ der Historien von Herodot.
Nesselrath ist auch Herausgeber der Einleitung in die griechische Philologie (Stuttgart/Leipzig 1997), die 2001 ins Griechische und 2004 ins Italienische übersetzt wurde.

## Schriften (Auswahl)
- mit Hermann Reinbothe: Gottfried Wilhelm Leibniz, Novissima Sinica – das Neueste von China. Edition des Textes mit Übersetzung und kommentierenden Beigaben. Köln 1979
- Lukians Parasitendialog. Untersuchungen und Kommentar. Berlin/New York 1985 (Untersuchungen zur antiken Literatur und Geschichte 22; erweiterte Fassung der Dissertation). Nachdruck 2016, ISBN 978-3-11-047764-1
- Die attische Mittlere Komödie. Ihre Stellung in der antiken Literaturkritik und Literaturgeschichte. Berlin/New York 1990 (Untersuchungen zur antiken Literatur und Geschichte 36; Habilitationsschrift)
- Ungeschehenes Geschehen: ‚Beinahe-Episoden‘ in der griechischen und römischen Epik von Homer bis zur Spätantike. Stuttgart 1992 (Beiträge zur Altertumskunde 27)
- mit Martin Ebner, Holger Gzella, Ernst Ribat: Lukian: Die Lügenfreunde. Eingeleitet, übersetzt und mit interpretierenden Essays versehen. Darmstadt 2001
- Platon und die Erfindung von Atlantis. Leipzig/München 2002 (Lectio Teubneriana 11)
- mit Balbina Bäbler, Maximilian Forschner, Albert de Jong: Dion von Prusa: Menschliche Gemeinschaft und göttliche Ordnung. Die Borysthenes-Rede. Darmstadt 2003
- Platon, Kritias. Übersetzung und Kommentar. Göttingen 2006
- mit Balbina Bäbler: Ars et Verba. Die Kunstbeschreibungen des Kallistratos, Einführung, Text, Übersetzung, Anmerkungen, archäologischer Kommentar. München/Leipzig 2006
- mit Okko Behrends, Klaus Stefan Freyberger, Johannes Hahn, Martin Wallraff, Hans-Ulrich Wiemer: Für Religionsfreiheit, Recht und Toleranz: Libanios’ Rede für den Erhalt der heidnischen Tempel. Eingeleitet, übersetzt und mit interpretierenden Essays versehen. Tübingen 2011
- Libanios. Zeuge einer schwindenden Welt. Stuttgart 2012
- mit Balbina Bäbler: Philostrats Apollonios und seine Welt – Griechische und nichtgriechische Kunst und Religion in der ›Vita Apollonii‹. Walter de Gruyter, Berlin 2016, ISBN 978-3-110477641.
- Herodot: Historien, neu übersetzt, herausgegeben und erläutert, Kröner, Stuttgart 2017, ISBN 978-3-520-22405-7.

Herausgeberschaft
- Rudolf Kassel: Kleine Schriften. Berlin/New York 1991.
- Einleitung in die griechische Philologie. Stuttgart/Leipzig 1997
- Dion von Prusa, Der Philosoph und sein Bild. Tübingen 2009 (SAPERE 13)
- Cornutus, Die griechischen Götter. Tübingen 2009 (SAPERE 14)
- Plutarch, On the daimonion of Socrates, Human liberation, divine guidance and philosophy. Tübingen 2010 (SAPERE 16)